# Alfons Carles de Borbó i Àustria-Este
Alfons Carles de Borbó i d'Àustria-Este (Londres, 1849 - Viena, 1936) va ser un pretendent carlí al tron d'Espanya amb el nom de Alfons Carles I i el títol d'assenyalament de Duc de Sant Jaume.
Alfons era fill de Joan de Borbó i de Bragança i de l'arxiduquessa Maria Beatriu d'Àustria-Este, germà del pretendent Carles VII i net de l'infant Carles Maria Isidre de Borbó i de la infanta Maria Francesca de Portugal per via paterna i del duc Francesc IV de Mòdena i de la princesa Maria Beatriu de Savoia per línia materna.

## Biografia
El 26 d'abril de 1871 es casà a Kleinheubach (Alemanya) amb la infanta Maria de les Neus de Bragança, filla del rei Miquel I de Portugal i de la princesa Adelaida de Löwenstein-Wertheim-Rosenberg.
Era coronel de zuaus a l'exèrcit pontifici (va lluitar contra els liberals italians) i també oficial de l'Imperi Austrohongarès per part de la seva mare.

### Campanya militar a la Tercera Guerra Carlina
Com el seu germà, va viure a l'exili fins que començà la Tercera Guerra Carlina el 1872 i aleshores Carles VII el va nomenar comandant general de Catalunya i el Centre amb la missió de dirigir la guerra en aquest sector. Va arribar acompanyat de diversos generals carlins i de la seva esposa Maria de les Neus de Bragança.
Després d'un dur enfrontament d'influències amb el famós general Savalls, va ser rellevat i s'ocupà del sector del Maestrat. Sota les seves ordres els carlins ocuparen Conca el 15 de juliol de 1874, però va durar molt poc aquesta victòria. Fart de les tensions i disputes de poders amb els caps valencians, preferí demanar la dimissió a Carles i marxà cap a França.

### Exili
El 1875, prop d'acabar la guerra, va traslladar-se a l'Imperi Austrohongarès i es va establir a Graz, on va tenir problemes amb els estudiants liberals, que consideraven una provocació que Don Alfons anés a missa a la catedral, i van organitzar sonades manifestacions i protestes. El príncep no va voler renunciar a acudir diàriament a missa a la catedral i hi van haver d'intervenir les més altes instàncies de l'imperi Austrohongarès, fins i tot el propi emperador Francesc Josep. Finalment va desistir-hi i va escollir una altra església més modesta i allunyada per a complir les seves obligacions religioses. Va continuar vivint amb la seva dona a Graz fins a 1897, establint-se després a Baviera.
Retirat de tota trama política, va viatjar per molts països amb la seva esposa i es va destacar per les seves campanyes contra els duels i la maçoneria. Durant la Primera Guerra Mundial, Alfons va ser partidari dels Imperis Centrals.

### Pretendent carlí

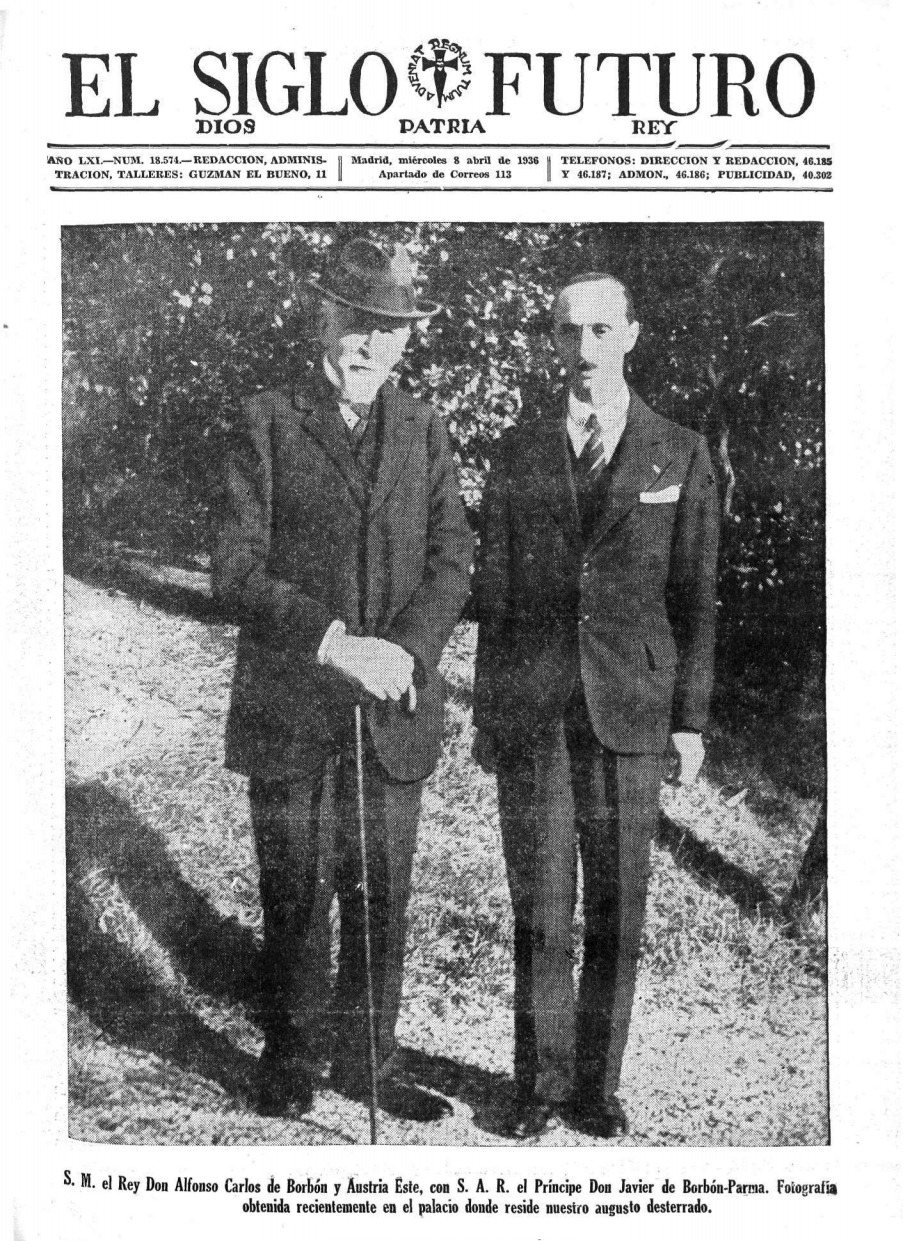
Alfons Carles i Francesc Xavier de Borbó Parma a la portada del diari El Siglo Futuro del 8 d'abril del 1936.

Quan el seu nebot Jaume va morir (1931), el va succeir com a nou pretendent amb el nom d'Alfons Carles I. A causa de la seva edat i la falta de fills, el carlisme tenia altre cop un greu problema successori. Alguns carlins van optar per la branca alfonsina rival, però la majoria pensaven que el germà de l'emperador austríac, Robert d'Àustria-Este, acceptaria el càrrec. D'altres van proposar que els fills de Blanca, filla de Carles VII, fossin els hereus.
El 1934 va nomenar secretari general de la Comunió Tradicionalista a Manuel Fal Conde
Finalment, el 1936, Alfons Carles va designar el seu nebot Francesc Xavier de Borbó i Parma com a regent (i com a probable candidat a assumir la corona) mentre no se solucionés el conflicte successori. D'aquesta manera, la casa de Borbó-Parma ostenta actualment l'herència oficial dels carlins. Alfons Carles va morir a Viena en un accident amb un camió militar que mai s'ha sabut si fou provocat expressament.